# Francesco di Paola Cassetta
Pour les articles homonymes, voir Paola et Cassetta.
Francesco di Paola Cassetta (né le 12 août 1841 à Rome, alors capitale des États pontificaux et mort le 23 mars 1919 dans la même ville) est un cardinal italien du XIXe siècle et du début du XXe siècle.

## Biographie

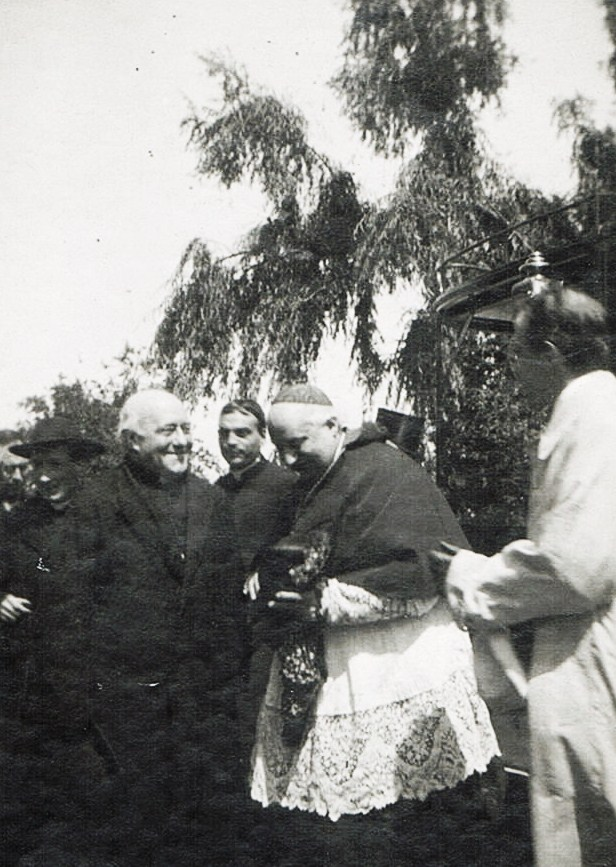
Louis Duchesne et Francesco di Paola Cassetta, à droite.

Francesco di Paola Cassetta exerce diverses fonctions au sein de la Curie romaine, notamment auprès de la Congrégation du Saint-Office. Il est nommé évêque titulaire d'Amathus-en-Palestine (de) en 1884 et est promu archevêque titulaire de Nicomédie (de) en 1887. Il est transféré au patriarcat latin de Constantinople en 1895.
Le pape Léon XIII le crée cardinal lors du consistoire du 18 juin 1899. Il est camerlingue du Sacré Collège en 1902-1903. Il est Préfet de la Congrégation des études, bibliothécaire de la Sainte-Église et Préfet de la Congrégation du Concile.
Le cardinal Cassetta participe au conclave de 1903 lors duquel Pie X est élu pape, et à celui de 1914 (élection de Benoît XV).

## Succession apostolique
Francesco di Paola Cassetta a ordonné les évêques suivants :
- Évêque Cristoforo Maiello (1899)
- Évêque Raniero Sarnari (1900)
- Archevêque Angelo Struffolini (1901)
- Archevêque Luigi Canali, O.F.M. (1901)
- Évêque Luigi Boschi (it) (1902)
- Archevêque Giovanni Festa (it) (1902)
- Archevêque Giovanni Régine (1902)
- Évêque Benedetto Spila, O.F.M. (1903)
- Évêque Lorenzo Chieppa (1903)
- Cardinal Alessandro Lualdi (1904)
- Archevêque Giorgio Francesco Delrio (1907)
- Évêque Pacifico Fiorani (1907)
- Évêque Ildefonso Vincenzo Pisani, C.R.L. (1908)
- Archevêque Nicola Giannattasio (1908)
- Archevêque Giuseppe Maria Leo (1909)